# فلفلی
فلفلی (به ترکی آذربایجانی: Filfili) یک منطقهٔ مسکونی در جمهوری آذربایجان است که در شهرستان اغوز واقع شده‌است. فلفلی ۷۴۹ نفر جمعیت دارد.